# گرنچوپ
گرنچوپ (به لاتین: Grenzchopf) یک کوه در سوئیس است که در کانتون سنت گالن واقع شده‌است. گرنچوپ ۲٬۱۹۳ متر بالاتر از سطح دریا واقع شده‌است.